# Kazuma Tomoto
Kazuma Tomoto (戸本一真?, Tomoto Kazuma; Motosu, 5 giugno 1983) è un cavaliere giapponese.

## Biografia
Ha competuto nel concorso completo ai Giochi della XXXII Olimpiade classificandosi quarto nella competizione individuale. 
Ha rappresentato il Giappone nel salto ostacoli fino al 2015, prima di concentrarsi sul concorso completo. Attualmente lavora per la Japan Racing Association come fantino di corse.
Ha vinto una medaglia di bronzo ai Giochi della XXXIII Olimpiade.